# سيريلياك
سيريلياك (بالفرنسية: Séreilhac)‏ هي بلدية في مقاطعة فيين العليا في منطقة أقطانية الجديدة في غرب وسط فرنسا.